# Menudo gitano
Menudo gitano (“miúdos de cigano”) é um dos nomes que tem um prato de tripas com grão-de-bico, ou “callos com garbanzos”, típico da culinária da Andaluzia. Supostamente, este prato foi incluído na obra “Nuevo arte de cocina” de 1745, por Juan de Altamiras, um frade-cozinheiro de La Almunia de Doña Godina (Saragoça, Valência).
As tripas e a mão-de-vaca são fervidas em água com o grão, até ficarem semi-cozidas; junta-se cebola, alho, cenoura, pimento, hortelã, salsa e um pedaço de osso de presunto; deixa-se cozer até as carnes estarem tenras e junta-se chouriço e morcela. Entretanto, faz-se um refogado com cebola, pimento verde, tomate e pedaços de presunto; este refogado é depois moído num almofariz com alho, noz moscada e açafrão, mistura-se ao cozido, retifica-se de sal e deixa-se apurar. Normalmente, serve-se em caçoilas de barro.